# 雷什河
46°16′06″N 7°29′19″E / 46.26843°N 7.48867°E
雷什河（法語：Rèche，法語發音：[ʁɛʃ]）是瑞士的河流，位於該國西南部，流經瓦萊州，屬於羅訥河的支流，河道全長10.8公里，流域面積24.6平方公里，是該國少數不用於水力發電的河流之一。